# Goz Beïda
Goz Beïda (em árabe: قوز بيدا; Qōz Baydāʾ) é uma cidade localizada no leste do Chade. É a capital da província de Sila e do departamento de Kimiti. Situa-se a cerca de 70 quilómetros da fronteira com a região oeste de Darfur, no Sudão, e a 1 200 km por estrada de N'Djamena, a capital chadiana.
Devido à sua proximidade com o Sudão, Goz Beïda tem uma localização geograficamente estratégica, tanto para o comércio transfronteiriço como ponto de passagem em períodos de crise regional, frequentemente recebendo afluxo de refugiados vindos do país vizinho.

## História
O nome Goz Beïda resulta da junção das palavras em árabe chadiano Goz (areia) e Beïda (branca), significando literalmente "areia branca". Decerto, a cidade estende-se, sombreada por algumas grandes árvores, sobre uma areia branca rodeada por rochas ocres. O sultão Hyssac Habreche terá dado este nome à região no século XVI.
Goz Beïda mantém vínculos históricos com os daju, um povo islamizado do sul de Uaddaï, sendo a sede do tata de Goz Beïda, residência do sultão de Daju. A cidade também fez parte do Império de Uaddaï.
Durante a colonização francesa na primeira metade do século XX, a região foi integrada no Chade francês, que fazia parte da África Equatorial Francesa. Após a independência do Chade, em 1960, Goz Beïda, tal como muitas outras áreas do novo país, enfrentou desafios de integração e desenvolvimento.
Na primeira década do século XXI, a cidade recebeu dezenas de milhares de refugiados sudaneses devido ao conflito em Darfur. A isso somavam-se outras dezenas de milhares de deslocados internos chadianos, principalmente devido a conflitos internos no país na época. Por essa razão, Goz Beïda tem sido cercada por campos de refugiados geridos por organizações humanitárias internacionais. Um exemplo é o campo de Djabel, situado a 4 km do centro da cidade, administrado pelo ACNUR.
Além dos desafios relacionados ao apoio a refugiados, Goz Beïda foi alvo de ataques entre 2006 e 2008 por parte da União das Forças pela Democracia, um grupo rebelde ativo no período, que procurava derrubar o então presidente Idriss Déby.
Com a eclosão de novos conflitos no Sudão em 2023, Goz Beïda recebeu um novo afluxo de refugiados. De acordo com o ACNUR, havia cerca de 30 000 pessoas no campo de refugiados de Djabel em agosto desse ano, embora esse número tenha diminuído para pouco mais de 11 000 até ao final de 2024.

## Geografia
Goz Beïda está estrategicamente situada numa área plana, rodeada por cinco montanhas e com uma vasta zona verde que sustenta uma rica fauna e flora. A cidade enfrenta dificuldades para se conectar com outras partes do país, especialmente durante a estação das chuvas. A presença de ouaddis (rios ou canais que transportam água de um lado para o outro) pode provocar erosão e destruição de infraestruturas e habitações. Os desastres climáticos mais comuns na região são inundações e secas.
A localidade possui uma variedade de tipos de habitação, incluindo tanto assentamentos formais (estruturados e reconhecidos) quanto assentamentos informais. Estes assentamentos informais frequentemente enfrentam problemas de infraestrutura, como falta de planeamento, instabilidade e segurança, e podem estar localizados em áreas de risco, como terrenos arenosos ou rochosos (dolomitos e dunas de areia). As condições de vida para muitos são difíceis, com falta de alimentos, água potável e equipamentos básicos para educação e saneamento.
Goz Beïda também serve como ponto de partida para quem deseja explorar o Parque Nacional de Goz Beïda, nas proximidades, um local importante para a observação de fauna selvagem, como zebras, leões, leopardos, elefantes, javalis, rinocerontes e uma grande diversidade de aves e outros animais. O parque possui cerca de 3 000 quilómetros quadrados e, embora tenha sido afetado por conflitos, assim como pela caça ilegal e outras atrocidades, é um refúgio para espécies raras e ameaçadas de extinção.

## Demografia
Antes da década de 1970, Goz Beïda tinha cerca de 7 000 habitantes. Esse número aumentou para aproximadamente 20 000 em 1998 e atingiu oficialmente 41 248 no censo de 2009, tornando-se a décima maior cidade do Chade.
Esse crescimento foi impulsionado principalmente pelos deslocados internos chadianos, muitos fugidos de conflitos no país, e pelos refugiados sudaneses do conflito em Darfur. Em 2016, estimava-se que ao menos 20 000 sudaneses residissem em Goz Beïda e seus arredores.
Esse aumento populacional tem pressionado os ecossistemas locais, tornando-os mais frágeis e difíceis de sustentar. Além disso, o crescimento populacional tem gerado dificuldades em áreas essenciais, como abastecimento de água, energia elétrica, drenagem de águas pluviais, transporte público e infraestrutura social.

## Sociedade

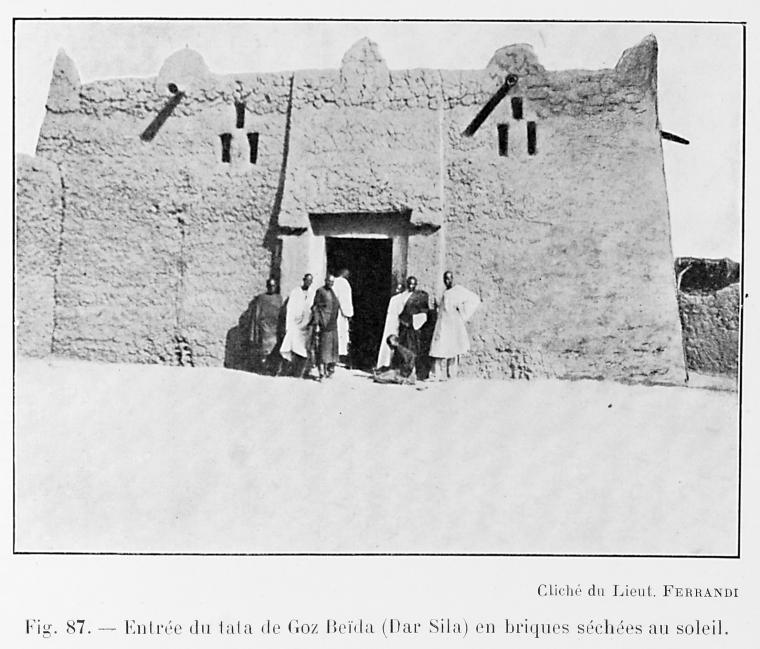
O tata de Goz Beïda em 1918

A organização social de Goz Beïda é baseada em grupos familiares e étnicos, com forte ênfase nos laços de parentesco e práticas culturais.
O desenvolvimento da cidade tem sido orientado para atender essas necessidades, especialmente em termos de solidariedade familiar, defesa, ordem social e práticas religiosas. As crenças culturais locais também regulam a separação entre os sexos, o que influencia a organização e o uso do espaço público e privado.

O Sultanato de Dar Sila Daju ainda existe de forma informal, com Goz Beïda como sua capital, e o sultão desempenhando atualmente uma função predominantemente religiosa, mas mantendo seu papel como símbolo da identidade tribal e unidade da comunidade.